# Andrea Milani (1980)
Andrea Milani (Latina, 9 dicembre 1980) è un allenatore di calcio ed ex calciatore italiano, di ruolo difensore, tecnico in seconda del Pescara.

## Carriera

### Giocatore
È cresciuto nella giovanili della Lazio.
Tra il 1998 ed il 2001 gioca in Serie D con le maglie di Pro Cisterna e Ceccano. Dal 2001 milita tra i professionisti, in Serie C2, prima con il Campobasso e poi con il Mestre. Nel 2003 approda in Serie C1 giocando per due stagioni e mezza con il Cittadella.
Nel gennaio 2006 passa al Brescia con il quale debutta in Serie B: da allora ha sempre giocato sui campi della cadetteria con le maglie di Bari, Triestina, Ancona e Modena, con cui ha firmato nell'estate 2010.
Nell'estate 2012 firma un biennale con la squadra della sua città, il Latina. Alla fine della stagione conquista, da capitano, la Coppa Italia Lega Pro 2012-2013 e la promozione in serie B dopo i play-off con il Pisa.

### Allenatore
Annuncia il ritiro dal calcio giocato il 13 aprile 2016 dopo aver risolto il contratto con il Latina. Nella prima parte della stagione 2017-2018 assume il ruolo di vice allenatore di Vincenzo Vivarini, tecnico dell'Empoli, poi entrambi esonerati. Segue Vivarini in qualità di collaboratore tecnico all'Ascoli e come vice allenatore al Bari tornando alla squadra biancorossa dopo l'esperienza da giocatore nella stagione 2006-2007. Termina l'incarico in concomitanza all'esonero di Vincenzo Vivarini.
Il 25 novembre 2020 torna a fare da vice a Vincenzo Vivarini alla Virtus Entella.
Il 30 novembre 2021 è stato ufficializzato come allenatore in seconda del Catanzaro, sempre con mister Vivarini.
Il 2 luglio 2025 segue Vivarini anche con il Pescara in Serie B.

## Statistiche

### Presenze e reti nei club
| Stagione          | Squadra           | Campionato        | Campionato | Campionato | Coppe nazionali | Coppe nazionali | Coppe nazionali | Coppe continentali | Coppe continentali | Coppe continentali | Altre coppe | Altre coppe | Altre coppe | Totale | Totale |
| Stagione          | Squadra           | Comp              | Pres       | Reti       | Comp            | Pres            | Reti            | Comp               | Pres               | Reti               | Comp        | Pres        | Reti        | Pres   | Reti   |
| ----------------- | ----------------- | ----------------- | ---------- | ---------- | --------------- | --------------- | --------------- | ------------------ | ------------------ | ------------------ | ----------- | ----------- | ----------- | ------ | ------ |
| 1998-1999         | Pro Cisterna      | CND               | 32         | 0          | CI-Dil.         | -               | -               | -                  | -                  | -                  | -           | -           | -           | 32     | 0      |
| 1999-2000         | Ceccano           | CND               | 30         | 3          | CI-Dil.         | -               | -               | -                  | -                  | -                  | -           | -           | -           | 30     | 3      |
| 2000-2001         | Ceccano           | D                 | 32         | 3          | CI-Dil.         | -               | -               | -                  | -                  | -                  | -           | -           | -           | 32     | 3      |
| Totale Ceccano    | Totale Ceccano    | Totale Ceccano    | 62         | 6          |                 | -               | -               |                    | -                  | -                  |             | -           | -           | 62     | 6      |
| 2001-2002         | Campobasso        | C2                | 21         | 0          | CI-C            | 0               | 0               | -                  | -                  | -                  | -           | -           | -           | 21     | 0      |
| 2002-2003         | Mestre            | C2                | 28+2       | 0          | CI-C            | 0               | 0               | -                  | -                  | -                  | -           | -           | -           | 30     | 0      |
| 2003-2004         | Cittadella        | C1                | 19         | 0          | CI-C            | 0               | 0               | -                  | -                  | -                  | -           | -           | -           | 19     | 0      |
| 2004-2005         | Cittadella        | C1                | 28         | 1          | CI-C            | 0               | 0               | -                  | -                  | -                  | -           | -           | -           | 28     | 1      |
| 2005-2006         | Cittadella        | C1                | 19         | 0          | CI+CI-C         | 4+0             | 0+0             | -                  | -                  | -                  | -           | -           | -           | 23     | 0      |
| Totale Cittadella | Totale Cittadella | Totale Cittadella | 66         | 1          |                 | 4               | 0               |                    | -                  | -                  |             | -           | -           | 70     | 1      |
| gen. 2006         | Brescia           | B                 | 8          | 0          | CI              | 0               | 0               | -                  | -                  | -                  | -           | -           | -           | 8      | 0      |
| 2006-2007         | Bari              | B                 | 33         | 0          | CI              | 1               | 0               | -                  | -                  | -                  | -           | -           | -           | 34     | 0      |
| 2007-2008         | Triestina         | B                 | 31         | 1          | CI              | 2               | 0               | -                  | -                  | -                  | -           | -           | -           | 33     | 1      |
| 2008-2009         | Triestina         | B                 | 19         | 1          | CI              | 0               | 0               | -                  | -                  | -                  | -           | -           | -           | 19     | 1      |
| Totale Triestina  | Totale Triestina  | Totale Triestina  | 50         | 2          |                 | 2               | 0               |                    | -                  | -                  |             | -           | -           | 52     | 2      |
| 2009-2010         | Ancona            | B                 | 36         | 0          | CI              | 2               | 0               | -                  | -                  | -                  | -           | -           | -           | 38     | 0      |
| 2010-2011         | Modena            | B                 | 24         | 0          | CI              | 1               | 0               | -                  | -                  | -                  | -           | -           | -           | 25     | 0      |
| 2011-2012         | Modena            | B                 | 32         | 0          | CI              | 0               | 0               | -                  | -                  | -                  | -           | -           | -           | 32     | 0      |
| Totale Modena     | Totale Modena     | Totale Modena     | 56         | 0          |                 | 1               | 0               |                    | -                  | -                  |             | -           | -           | 57     | 0      |
| 2012-2013         | Latina            | 1D                | 22+4       | 0          | CI-LP           | 7               | 0               | -                  | -                  | -                  | -           | -           | -           | 33     | 0      |
| 2013-2014         | Latina            | B                 | 31+3       | 0          | CI              | 1               | 0               | -                  | -                  | -                  | -           | -           | -           | 35     | 0      |
| 2014-2015         | Latina            | B                 | 12         | 0          | CI              | 2               | 0               | -                  | -                  | -                  | -           | -           | -           | 14     | 0      |
| 2015-2016         | Latina            | B                 | 5          | 0          | CI              | 0               | 0               | -                  | -                  | -                  | -           | -           | -           | 5      | 0      |
| Totale Latina     | Totale Latina     | Totale Latina     | 70+7       | 0          |                 | 10              | 0               |                    | -                  | -                  |             | -           | -           | 87     | 0      |
| Totale carriera   | Totale carriera   | Totale carriera   | 462+9      | 2          |                 | 20              | 0               |                    | -                  | -                  |             | -           | -           | 491    | 2      |

## Palmarès

### Club

#### Competizioni nazionali
- Coppa Italia Lega Pro: 1

Latina: 2012-2013